# Rams de Saint-Louis
Pour les articles homonymes, voir RAM.
Cet article court présente un sujet plus développé dans : Rams de Los Angeles.

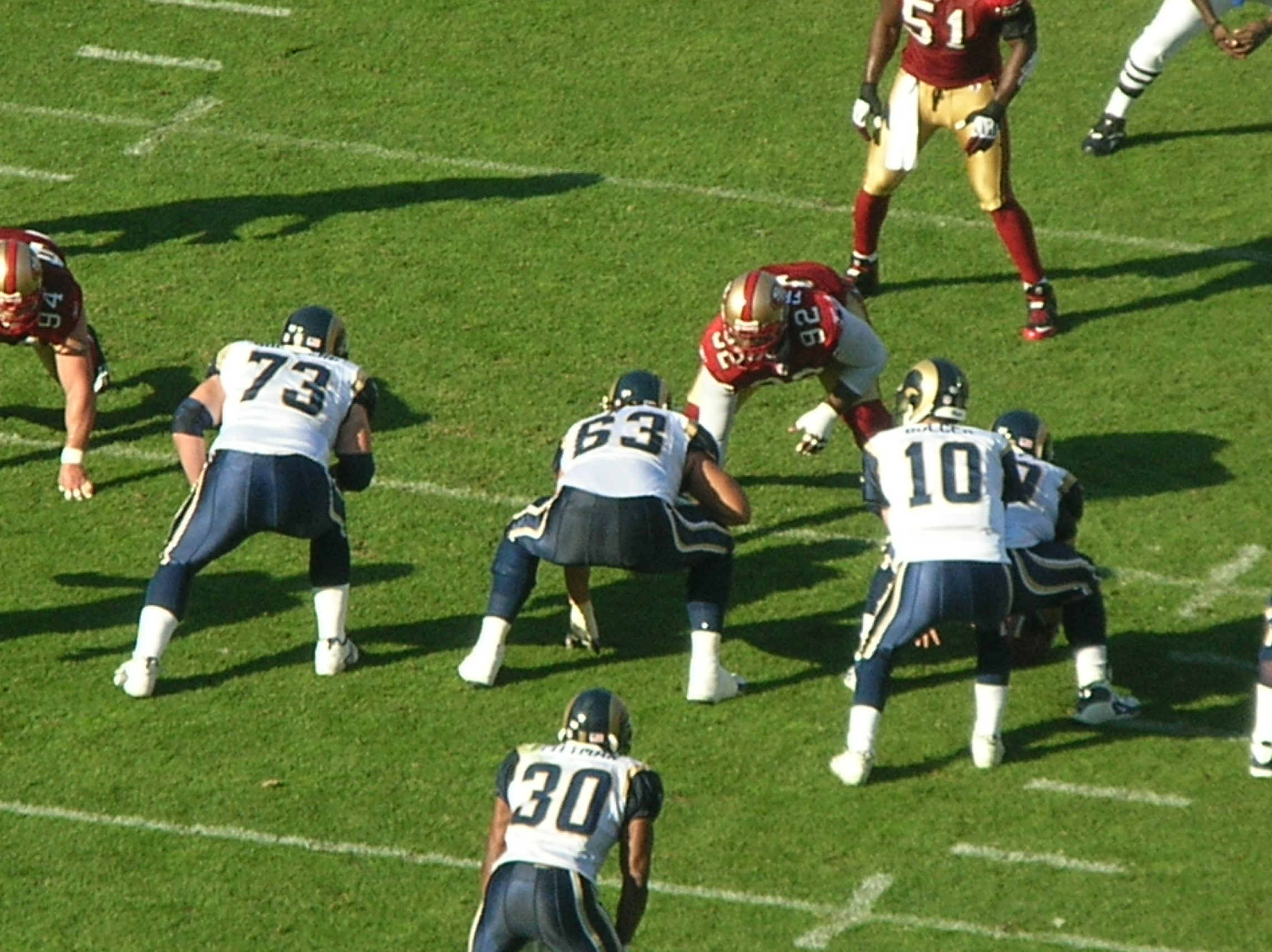
Les Rams de Saint-Louis face aux 49ers de San Francisco en 2008

Les Rams de Saint-Louis (St-Louis Rams) était le nom que portait la franchise NFL des Rams de Los Angeles (Los Angeles Rams) entre 1994 et 2015, avant son retour en Californie.